# Salvador Murillo
Salvador Murillo (Durango,Mèxic,1840 — ?) va ser un pintor paisatgista mexicà del Segle XIX.
A més de dedicar-se a la pintura, també es va interessar en la fotografia.
Va ser un dels alumnes principals d'Eugenio Landesio, i company de José Jiménez, Luis Coto, Javier Álvarez, José María Velasco i Gregorio Dumaine.
Nomenat director de la càtedra de paisatge el 18 de gener de 1874 en l'Academia de Sant Carlos, va ser recomanat per diversos liberals i ajudat per Ignacio Manuel Altamirano; va ocupar la vacant que va deixar Eugenio Landesio a causa que aquest es va haver d'absentar durant un any per una malaltia.
Durant la seva formació va obtenir un premi a la classe de còpia en guix en 1855 i un altre en la de baix relleu en 1856. Va exposar obra en la XV Exposició de Belles arts. Va remetre dos paisatges a França que es van exhibir en l'Exposició mexicana de 1881.
Les seves obres d'art es troben distribuïdes en diferents col·leccions d'Europa i Amèrica, principalment.
Dins de la col·lecció de Museu Soumaya es troba la peça Vista de la ciutat de Mèxic i els volcans Iztaccíhuatl i Popocátepetl realitzat en 1879, a més de Clar en el bosc realitzat entre 1850 i 1900.

## Obres
Algunes de la seva obres són:
- Ciudad de Puebla con los Volcanes
- Vista del Centro de la Ciudad de México y los Volcanes
- Santa Isabel de Hungría Curando a los Niños
- Santo Tomás de Villanueva Repartiendo Limosnas
- El puente del Chiquihuite de 1897